# Stanley-Cup-Playoffs 1967
Die Playoffs um den Stanley Cup des Jahres 1967 begannen am 6. April 1967 und endeten am 2. Mai 1967 mit dem 4:2-Erfolg der Toronto Maple Leafs gegen die Canadiens de Montréal. Die Maple Leafs errangen damit ihren insgesamt 13. Titel der Franchise-Geschichte sowie den vierten in den letzten sechs Jahren. Zudem stellten sie in Jim Pappin den Topscorer sowie in Person von Dave Keon den mit der Conn Smythe Trophy ausgezeichneten Most Valuable Player dieser post-season. Die unterlegenen Canadiens hingegen verpassten den dritten Stanley-Cup-Sieg in Folge, während sie mit den Maple Leafs das erste rein kanadische Endspiel seit 1960 austrugen. Das nächste dieser Art sollte erst 1986 folgen.
Für Toronto markieren die Playoffs 1967 bis heute den letzten Stanley-Cup-Erfolg sowie die letzte Finalteilnahme. Seit 2019 die St. Louis Blues ihren bisher einzigen Stanley Cup holten,  halten die „Leafs“ den alleinigen Negativrekord für die meisten Spielzeiten in Serie ohne Titelgewinn.

## Modus
Für die Playoffs qualifizierten sich die vier besten Teams der Liga. Im Halbfinale standen sich der Erste und der Dritte sowie der Zweite und der Vierte der Abschlusstabelle gegenüber. Die jeweiligen Sieger bestritten anschließend das Stanley-Cup-Finale.
Alle Serien wurden dabei im Best-of-Seven-Modus ausgetragen, das heißt, dass ein Team vier Siege zum Weiterkommen benötigte. Das höher gesetzte Team hatte dabei in den ersten beiden Spielen Heimrecht, die nächsten beiden das gegnerische Team. Sollte bis dahin kein Sieger aus der Runde hervorgegangen sein, wechselte das Heimrecht von Spiel zu Spiel. So hatte die höher gesetzte Mannschaft in den Spielen 1, 2, 5 und 7, also vier der maximal sieben Spiele, einen Heimvorteil.
Bei Spielen, die nach der regulären Spielzeit von 60 Minuten unentschieden blieben, folgte die Overtime. Sie endete durch das erste erzielte Tor (Sudden Death).

## Qualifizierte Teams
- (1) Chicago Black Hawks
- (2) Canadiens de Montréal
- (3) Toronto Maple Leafs
- (4) New York Rangers

## Playoff-Baum
|  | Halbfinale | Halbfinale            | Halbfinale |  |  | Stanley-Cup-Finale | Stanley-Cup-Finale    | Stanley-Cup-Finale |
|  |            |                       |            |  |  |                    |                       |                    |
|  |            |                       |            |  |  |                    |                       |                    |
|  | 1          | Chicago Black Hawks   | 2          |  |  |                    |                       |                    |
|  | 3          | Toronto Maple Leafs   | 4          |  |  |                    |                       |                    |
|  |            |                       |            |  |  | 3                  | Toronto Maple Leafs   | 4                  |
|  |            |                       |            |  |  | 2                  | Canadiens de Montréal | 2                  |
|  | 2          | Canadiens de Montréal | 4          |  |  |                    |                       |                    |
|  | 4          | New York Rangers      | 0          |  |  |                    |                       |                    |
|  |            |                       |            |  |  |                    |                       |                    |

## Halbfinale

### (1) Chicago Black Hawks – (3) Toronto Maple Leafs
| 6. April 1967 | Chicago Black Hawks Kenny Wharram (5:21) Pierre Pilote (11:49) Bobby Hull (21:57) Stan Mikita (33:44) Lou Angotti (49:41) | 5:2 (2:1, 2:0, 1:1) Spielbericht Stand: 1:0 | Toronto Maple Leafs Frank Mahovlich (7:12) Jim Pappin (59:52) | Chicago Stadium, Chicago, Illinois Zuschauer: 16.666 |

| 9. April 1967 | Chicago Black Hawks Stan Mikita (48:45) | 1:3 (0:2, 0:1, 1:0) Spielbericht Stand: 1:1 | Toronto Maple Leafs Pete Stemkowski (8:07) Dave Keon (18:33) Chief Armstrong (28:24) | Chicago Stadium, Chicago, Illinois Zuschauer: 16.666 |

| 11. April 1967 | Toronto Maple Leafs Ron Ellis (11:10) Frank Mahovlich (30:22) Jim Pappin (39:15) | 3:1 (1:0, 2:0, 0:1) Spielbericht Stand: 2:1 | Chicago Black Hawks Bobby Hull (56:30) | Maple Leaf Gardens, Toronto, Ontario Zuschauer: 15.807 |

| 13. April 1967 | Toronto Maple Leafs Dave Keon (3:42) Tim Horton (10:14) Mike Walton (57:37) | 3:4 (2:2, 0:0, 1:2) Spielbericht Stand: 2:2 | Chicago Black Hawks Kenny Wharram (0:09) Pierre Pilote (8:32) Eric Nesterenko (42:31) Bobby Hull (48:42) | Maple Leaf Gardens, Toronto, Ontario Zuschauer: 15.854 |

| 15. April 1967 | Chicago Black Hawks Lou Angotti (9:31) Bobby Hull (11:01) | 2:4 (2:2, 0:0, 0:2) Spielbericht Stand: 2:3 | Toronto Maple Leafs Mike Walton (6:16) Frank Mahovlich (14:14) Pete Stemkowski (42:11) Jim Pappin (57:14) | Chicago Stadium, Chicago, Illinois Zuschauer: 20.000 |

| 18. April 1967 | Toronto Maple Leafs Brian Conacher (5:06) Brian Conacher (44:47) Pete Stemkowski (53:06) | 3:1 (1:1, 0:0, 2:0) Spielbericht Stand: 4:2 | Chicago Black Hawks Pat Stapleton (14:38) | Maple Leaf Gardens, Toronto, Ontario Zuschauer: 15.997 |

### (2) Canadiens de Montréal – (4) New York Rangers
| 6. April 1967 | Canadiens de Montréal Ralph Backstrom (29:34) Claude Provost (49:12) J. C. Tremblay (49:34) John Ferguson (51:03) Ralph Backstrom (54:55) Jean Béliveau (58:07) | 6:4 (0:0, 1:2, 5:2) Spielbericht Stand: 1:0 | New York Rangers Bernie Geoffrion (23:46) Rod Gilbert (36:06) Rod Gilbert (41:49) Vic Hadfield (45:18) | Forum de Montréal, Montréal, Québec Zuschauer: 14.524 |

| 8. April 1967 | Canadiens de Montréal Dick Duff (8:55) John Ferguson (47:46) Ralph Backstrom (53:25) | 3:1 (1:0, 0:1, 2:0) Spielbericht Stand: 2:0 | New York Rangers Bernie Geoffrion (32:03) | Forum de Montréal, Montréal, Québec Zuschauer: 15.273 |

| 11. April 1967 | New York Rangers Jim Neilson (15:51) Earl Ingarfield (24:34) | 2:3 (1:2, 1:1, 0:0) Spielbericht Stand: 0:3 | Canadiens de Montréal Claude Larose (0:13) Jean Béliveau (3:09) Bobby Rousseau (22:05) | Madison Square Garden, New York City, New York Zuschauer: 15.925 |

| 13. April 1967 | New York Rangers Phil Goyette (37:56) | 1:2 n. V. (0:1, 1:0, 0:0, 0:1) Spielbericht Stand: 0:4 | Canadiens de Montréal J. C. Tremblay (10:46) John Ferguson (66:28) | Madison Square Garden, New York City, New York Zuschauer: 15.925 |

## Stanley-Cup-Finale

### (2) Canadiens de Montréal – (3) Toronto Maple Leafs
| 20. April 1967 | Canadiens de Montréal Yvan Cournoyer (6:25) Henri Richard (11:19) Yvan Cournoyer (25:03) Jean Béliveau (26:36) Henri Richard (44:53) Henri Richard (48:21) | 6:2 (2:1, 2:1, 2:0) Spielbericht Stand: 1:0 | Toronto Maple Leafs Larry Hillman (6:40) Jim Pappin (32:59) | Forum de Montréal, Montréal, Québec Zuschauer: 14.779 |

| 22. April 1967 | Canadiens de Montréal | 0:3 (0:1, 0:2, 0:0) Spielbericht Stand: 1:1 | Toronto Maple Leafs Pete Stemkowski (12:14) Mike Walton (29:12) Tim Horton (36:57) | Forum de Montréal, Montréal, Québec Zuschauer: 14.789 |

| 25. April 1967 | Toronto Maple Leafs Pete Stemkowski (8:39) Jim Pappin (30:34) Bob Pulford (88:26) | 3:2 n. V. (1:1, 1:1, 0:0, 0:0, 1:0) Spielbericht Stand: 2:1 | Canadiens de Montréal Jean Béliveau (2:27) John Ferguson (39:10) | Maple Leaf Gardens, Toronto, Ontario Zuschauer: 15.977 |

| 27. April 1967 | Toronto Maple Leafs Mike Walton (22:09) Tim Horton (32:16) | 2:6 (0:2, 2:3, 0:1) Spielbericht Stand: 2:2 | Canadiens de Montréal Ralph Backstrom (12:25) Jean Béliveau (13:08) Henri Richard (22:26) Jean Béliveau (33:41) Ralph Backstrom (35:58) Jim Roberts (55:17) | Maple Leaf Gardens, Toronto, Ontario Zuschauer: 15.977 |

| 29. April 1967 | Canadiens de Montréal Léon Rochefort (6:03) | 1:4 (1:1, 0:3, 0:0) Spielbericht Stand: 2:3 | Toronto Maple Leafs Jim Pappin (15:06) Brian Conacher (23:07) Marcel Pronovost (32:02) Dave Keon (39:27) | Forum de Montréal, Montréal, Québec Zuschauer: 14.728 |

| 2. Mai 1967 | Toronto Maple Leafs Ron Ellis (26:25) Jim Pappin (39:24) Chief Armstrong (59:13) | 3:1 (0:0, 2:0, 1:1) Spielbericht Stand: 4:2 | Canadiens de Montréal Dick Duff (45:28) | Maple Leaf Gardens, Toronto, Ontario Zuschauer: 15.977 |

### Stanley-Cup-Sieger
| Stanley-Cup-Sieger Toronto Maple Leafs | Torhüter: Johnny Bower, Terry Sawchuk Verteidiger: Bobby Baun, Autry Erickson, Larry Hillman, Tim Horton, Marcel Pronovost, Allan Stanley Angreifer: Chief Armstrong (C), Brian Conacher, Ron Ellis, Larry Jeffrey, Red Kelly, Dave Keon, Frank Mahovlich, Milan Marcetta, Jim Pappin, Bob Pulford, Eddie Shack, Pete Stemkowski, Mike Walton Cheftrainer & General Manager: Punch Imlach |

## Beste Scorer
Abkürzungen: GP = Spiele, G = Tore, A = Assists, Pts = Punkte, +/− = Plus/Minus, PIM = Strafminuten; Fett: Bestwert
| Spieler         | Team     | GP | G | A  | Pts | +/− | PIM |
| --------------- | -------- | -- | - | -- | --- | --- | --- |
| Jim Pappin      | Toronto  | 12 | 7 | 8  | 15  | +3  | 12  |
| Pete Stemkowski | Toronto  | 12 | 5 | 7  | 12  | +4  | 20  |
| Jean Béliveau   | Montréal | 10 | 6 | 5  | 11  | +2  | 26  |
| Bob Pulford     | Toronto  | 12 | 1 | 10 | 11  | +3  | 12  |
| Henri Richard   | Montréal | 10 | 4 | 6  | 10  | +4  | 2   |
| Frank Mahovlich | Toronto  | 12 | 3 | 7  | 10  | −4  | 8   |
| Tim Horton      | Toronto  | 12 | 3 | 5  | 8   | −4  | 25  |
| Dave Keon       | Toronto  | 12 | 3 | 5  | 8   | +1  | 0   |
| Bobby Rousseau  | Montréal | 10 | 1 | 7  | 8   | +2  | 4   |
| Ralph Backstrom | Montréal | 10 | 5 | 2  | 7   | +2  | 6   |

Die beste Plus/Minus-Statistik erreichte J. C. Tremblay von den Canadiens de Montréal mit einem Wert von +8.

## Beste Torhüter
Die kombinierte Tabelle zeigt die jeweils drei besten Torhüter in den Kategorien Gegentorschnitt und Fangquote sowie die jeweils Führenden in den Kategorien Shutouts und Siege.
Abkürzungen: GP = Spiele, Min = Eiszeit (in Minuten), W = Siege, L = Niederlagen, GA = Gegentore, SO = Shutouts, Sv% = gehaltene Schüsse (in %), GAA = Gegentorschnitt; Fett: Bestwert; Sortiert nach Gegentorschnitt.
Erfasst werden nur Torhüter mit 120 absolvierten Spielminuten.
| Spieler         | Team     | GP | Min    | W | L | GA | SO | Sv%  | GAA  |
| --------------- | -------- | -- | ------ | - | - | -- | -- | ---- | ---- |
| Johnny Bower    | Toronto  | 4  | 183:33 | 2 | 0 | 5  | 1  | 95,7 | 1,63 |
| Rogatien Vachon | Montréal | 9  | 554:23 | 6 | 3 | 22 | 0  | 92,6 | 2,38 |
| Terry Sawchuk   | Toronto  | 10 | 563:08 | 6 | 4 | 25 | 0  | 93,1 | 2,66 |